# Maglia (cartografia)

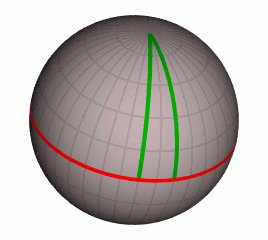
La superficie di una sfera suddivisa in maglie.

In cartografia, per maglia si intende ciascuna delle porzioni di superficie determinate dal reticolo fondamentale dei meridiani e dei paralleli. La forma di queste va dal quadrangolo curvilineo, poco differente da un rettangolo in prossimità dell'equatore, al triangolo curvilineo nei punti di contatto coi poli.
Si possono avere anche maglie dalla forma di calotte sferiche centrate nei poli, nei casi degeneri in cui i limiti in longitudine sono determinati dallo stesso meridiano.

## Astronomia
La superficie di numerosi corpi celesti del sistema solare è convenzionalmente suddivisa in maglie. Si vedano le seguenti pagine per una descrizione dettagliata.
- Cartografia di Dione
- Cartografia di Encelado
- Cartografia della Luna
- Cartografia di Marte
- Cartografia di Mercurio
- Cartografia di Rea
- Cartografia di Teti
- Cartografia di Venere